# Atrichocera moultoni
Atrichocera moultoni là một loài bọ cánh cứng trong họ Cerambycidae.